# Ревест-де-Брус
Реве́ст-де-Брус (фр. Revest-des-Brousses, окс. Revèst dei Damas) — коммуна во Франции, находится в регионе Прованс — Альпы — Лазурный Берег. Департамент коммуны — Альпы Верхнего Прованса. Входит в состав кантона Банон. Округ коммуны — Форкалькье.
Код INSEE коммуны — 04162.

## Население
Население коммуны на 2008 год составляло 248 человек.
| 1962 | 1968 | 1975 | 1982 | 1990 | 1999 | 2008 |
| ---- | ---- | ---- | ---- | ---- | ---- | ---- |
| 172  | 162  | 139  | 149  | 151  | 200  | 248  |

## Климат
| Показатель                            | Янв. | Фев. | Март | Апр. | Май  | Июнь | Июль | Авг. | Сен. | Окт. | Нояб. | Дек. | Год  |
| ------------------------------------- | ---- | ---- | ---- | ---- | ---- | ---- | ---- | ---- | ---- | ---- | ----- | ---- | ---- |
| Средний суточный максимум, °C         | 8,6  | 10,9 | 15,4 | 16,9 | 21,4 | 25,8 | 29,3 | 28,9 | 24,0 | 18,5 | 12,7  | 9,3  | 18,5 |
| Средняя температура, °C               | 4,3  | 6,2  | 8,2  | 11,1 | 15,1 | 19,3 | 22,4 | 22,0 | 18,0 | 13,4 | 8,2   | 5,2  | 12,8 |
| Средний суточный минимум, °C          | −0,0 | 0,5  | 3,0  | 5,4  | 8,9  | 12,8 | 15,4 | 15,2 | 12,0 | 8,2  | 3,8   | 1,1  | 7,2  |
| Норма осадков, мм                     | 27   | 25   | 24   | 44   | 40   | 28   | 21   | 33   | 46   | 54   | 53    | 31   | 426  |
| Источник: Relevé météo de Forcalquier |      |      |      |      |      |      |      |      |      |      |       |      |      |

## Экономика
В 2007 году среди 154 человек в трудоспособном возрасте (15—64 лет) 105 были экономически активными, 49 — неактивными (показатель активности — 68,2 %, в 1999 году было 69,4 %). Из 105 активных работали 95 человек (56 мужчин и 39 женщин), безработных было 10 (5 мужчин и 5 женщин). Среди 49 неактивных 15 человек были учениками или студентами, 18 — пенсионерами, 16 были неактивными по другим причинам.

## Достопримечательности
- Приходская церковь Свв. Козьмы и Дамиана
- Железная колокольня (1864 год)
- Замок (XVII век), сейчас в нём расположена мэрия